# Salsola glabra
Salsola glabra är en amarantväxtart som beskrevs av Viktor Petrovitj Botjantsev. Salsola glabra ingår i släktet sodaörter, och familjen amarantväxter. Inga underarter finns listade i Catalogue of Life.